# Mexikanische Nächte
Mexikanische Nächte (Originaltitel Fiesta) ist ein US-amerikanischer Musicalfilm aus dem Jahr 1947 unter der Regie von Richard Thorpe. Esther Williams ist in der Rolle einer jungen Frau zu sehen, die ihren Bruder, gespielt von Ricardo Montalbán, in der Stierkampfarena vertritt. Im Gegensatz zu ihrem Bruder, dessen Liebe der Musik gehört, liebt sie den Kampf in der Arena. Beider Vater (Fortunio Bonanova), ein berühmter Matador, ist mit dem Rollentausch gar nicht einverstanden. Akim Tamiroff ist in der Rolle des Assistenten des Matadors zu sehen. Weitere wichtige Rollen sind mit Cyd Charisse, Mary Astor und John Carroll besetzt.  

## Handlung
In einer kleinen mexikanischen Stadt unterweist der berühmte Matador Antonio Morales seine Schüler in die Techniken des Stierkampfes. Seine Frau ist hochschwanger, sodass die Geburt eines Sohnes, davon ist der Matador jedenfalls überzeugt, unmittelbar bevorsteht. Als er an diesem Tag nach Hause kommt, erhält er die Mitteilung, dass ihm eine Tochter geboren worden sei. Morales’ Enttäuschung ist groß, hoffte er doch, dass sein Sohn einmal sein Nachfolger in der Arena werden könne. Dann jedoch informiert ihn der Arzt, dass seine Frau kurz darauf einem zweiten Kind das Leben geschenkt hat und diesmal einem Jungen. Der Matador nennt seinen Sohn Mario und seine Tochter Maria. Mit seinen Freunden feiert er die Geburt und schwelgt schon in Zukunftsplänen in der Annahme, dass sein Sohn einmal der beste Matador der Welt werde. Mit Hilfe seines langjährigen Freundes und Assistenten Chato bildet Antonio seinen Sohn schon früh im Stierkampf aus, wobei der Junge jedoch nur mäßiges Interesse zeigt. Seine Liebe gilt der Musik, wobei er von seiner Mutter, ebenfalls eine Musikliebhaberin, unterstützt wird. Maria indes hat die Liebe des Vaters zum Stierkampf geerbt. Bereits während seines Musikstudiums komponiert Mario eine anspruchsvolle Suite, was die Meinung der Mutter weiter stärkt, dass ihr Sohn ein musikalisches Wunderkind sei.
Maria, die inzwischen mit dem Bakteriologen José „Pepe“ Ortega verlobt ist, hat zum 21. gemeinsamen Geburtstag der Zwillinge zusammen mit José eine besondere Überraschung für den Bruder. Sie haben Marios „Mexikanische Symphonie“ Maximino Contreras, Mexikos bedeutendstem Dirigenten, zukommen lassen, und der hat sich so begeistert gezeigt, dass er Mario unbedingt kennenlernen will. Als er in der Villa Morales vorspricht und nach Mario fragt, gerät er an Antonio Morales, der um seine Pläne mit dem Sohn fürchtet und den berühmten Dirigenten abweist. Er verspricht ihm jedoch, dass Mario sich am nächsten Tag bei ihm melden werde. Mario hat an diesem Tag seinen ersten großen Auftritt in der Arena von Guadalajara und liefert eine gute Leistung ab. Antonio ist stolz auf seinen Sohn, versäumt es aber, ihm von Contreras’ Besuch zu erzählen. Der Dirigent jedoch ist entschlossen, mit Mario zu sprechen, und folgt ihm nach Puebla, wo sein nächster Stierkampf stattfinden soll. Kurz vor seinem Auftritt erwischt er Mario und erzählt ihm von seinem Besuch und dem Versprechen des Vaters. Mario ist über den Vertrauensbruch des Vaters so wütend, dass er die Stierkampfarena verlässt und sich auf den Weg nach Ciudad de México macht. In den Zeitungen des folgenden Tages nennt man ihn einen Feigling, was einer Entehrung gleichkommt. Maria will das nicht auf ihrem Bruder sitzen lassen und seine Ehre und seinen guten Namen wiederherstellen. In der Hoffnung, dass ihr Bruder zurückkomme, will sie sich als Mario verkleiden, um unter seinem Namen einen Stierkampf durchzuführen. Die Zeitungen berichten davon, dass Mario wieder in den Ring komme. Der junge Musiker jedoch weiß nichts vom Vorhaben der Schwester. Als er in einem Rasthaus pausiert, hört er im Radio plötzlich seine „Mexikanische Symphonie“, gespielt von einem Sinfonieorchester. Freudig nimmt er Kontakt mit Contreras auf, der seine weitere Ausbildung übernehmen will. Der Dirigent macht allerdings zur Bedingung, dass er den Stierkampf aufgebe. Als Mario meint, das habe er bereits, berichtet ihm Contreras von „seinem“ bereits angekündigten Auftritt im Ring. Mario ist sofort klar, dass Maria dahintersteckt. Den angekündigten Kampf will er sich nicht entgehen lassen. Maria, die sich in der Arena davon ablenken lässt, dass ihre Augen immer wieder den Bruder suchen, ist dadurch nicht aufmerksam genug, sodass es dem Stier gelingt, sie zu Boden zu schleudern. Mario reagiert blitzschnell, springt in den Ring und lenkt den Stier von Maria ab. Durch sein mutiges Eintreten für die Schwester ist sein guter Name nun wiederhergestellt. Auch der Vater der Zwillinge sieht endlich ein, dass er den Sohn seinen eigenen Weg gehen lassen muss. 
In der Villa Morales wird kurz darauf ein großes Fest gefeiert: Einmal feiert man die bereits stattgefundene Hochzeit zwischen Maria und „Pepe“ und zum Zweiten die bald folgende Hochzeit von Mario und Conchita, die sich seit Langem lieben.

## Hintergrund
Die Dreharbeiten fanden vom 10. Dezember 1945 bis zum 9. April 1946 statt. Von Mitte April bis zum 16. Mai 1946 entstanden weitere Aufnahmen für den Film. Gedreht wurde in Puebla im zentralmexikanischen Bundesstaat Puebla sowie in Tlaxcala, einer Stadt im mexikanischen Hochland. Viele Aufnahmen entstanden in Mexiko-Stadt, in Guadalajara und in Santiago de Querétaro. Im Vorspann des Films bedankt man sich ausdrücklich für die freundschaftliche Zusammenarbeit mit der mexikanischen Regierung und für die Gastfreundschaft des mexikanischen Volkes, ohne deren Unterstützung die Dreharbeiten zu diesem Film nicht möglich gewesen wären. Die Produktionsfirma Metro-Goldwyn-Mayer hatte für den Film die Hacienda San Antonio Chatlou, die als Standort für die Fiesta-Sequenzen verwendet wurde, in ihren ursprünglichen Zustand zurückversetzt. Für den mexikanischen Schauspieler Ricardo Montalbán war es sein Film-Debüt in einem amerikanischen Film.
In den USA hatte der Film am 12. Juni 1947 Premiere, am 26. Juni 1947 lief er dann allgemein in den Kinos der USA an. In der Bundesrepublik Deutschland startete Mexikanische Nächte am 23. Dezember 1950, in Österreich bereits am 22. September 1950. In Österreich kam der Film unter dem Originaltitel Fiesta ins Kino.
Während der Dreharbeiten gab es einige Zwischenfälle, so wurde Esther Williams’ Manager und Ehemann Ben Gage kurz in ein mexikanisches Gefängnis gesperrt, weil er in einem Hotel randalierte. Die Schauspielerin Cyd Charisse litt kurzzeitig an der Amöbenruhr, und Esther Williams und John Carroll wurden fast von einem Stier aufgespießt. Für den Drehbuchautor Lester Cole endete seine Karriere nach diesem Film abrupt, da er wegen Missachtung des Kongresses vor das Komitee für unamerikanische Umtriebe zitiert wurde. Nach seiner Befragung verbrachte er ein Jahr im Gefängnis und wurde von der Filmindustrie auf die „schwarze Liste“ gesetzt.
Ricardo Montalbán wurde zwar nie ein großer Star, aber er und Cyd Charisse können eine immerhin erfolgreiche Karriere bei MGM nachweisen. Und dem amerikanischen Schwimmstar Esther Williams wurde mit diesem Film in Rechnung gestellt, dass sie nicht nur für Filme mit dem Element Wasser taugte.

### Musik im Film
- Fantasia Mexicana  basierend auf El Salón México, Musik von Aaron Copland, angepasst und orchestriert von Johnny Green, Klaviersolist André Previn
- La Bamba von Luis Martínez Serrano
- Jarabe Tapatío (The Mexican Hat Dance)
- La luna enamorada von Angel Ortiz De Villajos, Miriano Bolanos, Recio Leocadio und Martínez Durango
- Romeria Vasca – Buch und Regie: Los Bocheros Performed
- La barca de oro

## Kritiken
Über den Film herrschte die Meinung vor, dass die beeindruckenden musikalischen Sequenzen und die Technicolor-Fotografie die absurde Geschichte wieder wettmachen würden. Das Lexikon des internationalen Films kommt zu dem Urteil: „Ausladende Musicalrevue, an Originalschauplätzen in Mexiko gedreht: ein buntes Arrangement von Tänzen, Liedern, Rhythmen, mit eher dünnen Handlungsfäden verknüpft.“ Variety war der Meinung, dass Esther Williams in Fiesta ein Hingucker sei und eine neue Persönlichkeit, nämlich Ricardo Montalbán, angenehm überrasche. Er sei zwar nicht der Valentino-Typ, aber doch bombig in eine andere Richtung, ein sympathisches Gegenüber von Williams. Außerdem sei die Mexikanische Symphonie von Aaron Copland von Johnny Green brillant orchestriert.

## Auszeichnungen
Johnny Green war für Mexikanische Nächte auf der Oscarverleihung 1948 in der Kategorie „Beste Filmmusik in einem Musikfilm“ für einen Oscar nominiert, hatte jedoch das Nachsehen gegenüber Alfred Newman, der den Oscar für den Film Es begann in Schneiders Opernhaus (Mother Wore Tights) bekam. 